# Cheng-Prozess
Der Cheng-Prozess, auch Cheng-Cycle oder STIG-Prozess (Steam Injected Gas Turbine), ist ein Verfahren zur Verbesserung des Wirkungsgrads von Gasturbinen, die bei der Bereitstellung von Wärme und elektrischer Energie verwendet werden.
Die bei einer Gasturbine anfallende Restwärme wird beim Cheng-Prozess dazu benutzt, in einem  hinter die Turbine geschalteten Abhitzekessel Dampf zu erzeugen, der wieder zurück in die Brennkammer der Gasturbine geleitet werden kann. Der durch die Dampfzugabe höhere Massenstrom in der Turbine sorgt für eine Leistungssteigerung, und durch Wärmerückgewinnung wird der Wirkungsgrad der Gasturbine verbessert. Der Dampf wird mit dem Rauchgas an die Umgebung abgegeben. Das zur Dampferzeugung genutzte Speisewasser entweicht mit den Turbinenabgasen und muss ersetzt werden, kann aber auch durch Kondensation aus dem Abgas zurückgewonnen werden (wie beim „Aquarius“-System des ukrainischen Herstellers Zorya-Mashproekt).
Der Cheng-Cycle-Prozess ist sehr flexibel, da es möglich ist, die Menge des zurück in die Turbine geleiteten Dampfes zu ändern, so dass die Erhöhung des Wirkungsgrades an den vorliegenden Bedarf angepasst werden kann. Die Restwärme einer Gasturbine kann also je nach Anforderung zur Erhöhung der elektrischen Leistung oder zur Bereitstellung von Prozesswärme genutzt werden.
Der Dampf muss Speisewasserqualität aufweisen, zur Vermeidung von Schäden im Dauerbetrieb (Korrosion und Verschmutzung durch Salze).
Daher wird der Cheng-Cycle wegen der hohen Kosten derzeit weniger im Dauerbetrieb als zur kurzfristigen Leistungssteigerung genutzt.
(Bspw. in der Papierindustrie mit deutlichen Schwankungen in der Strom- und Wärmenachfrage)